# Abrahams Kinder

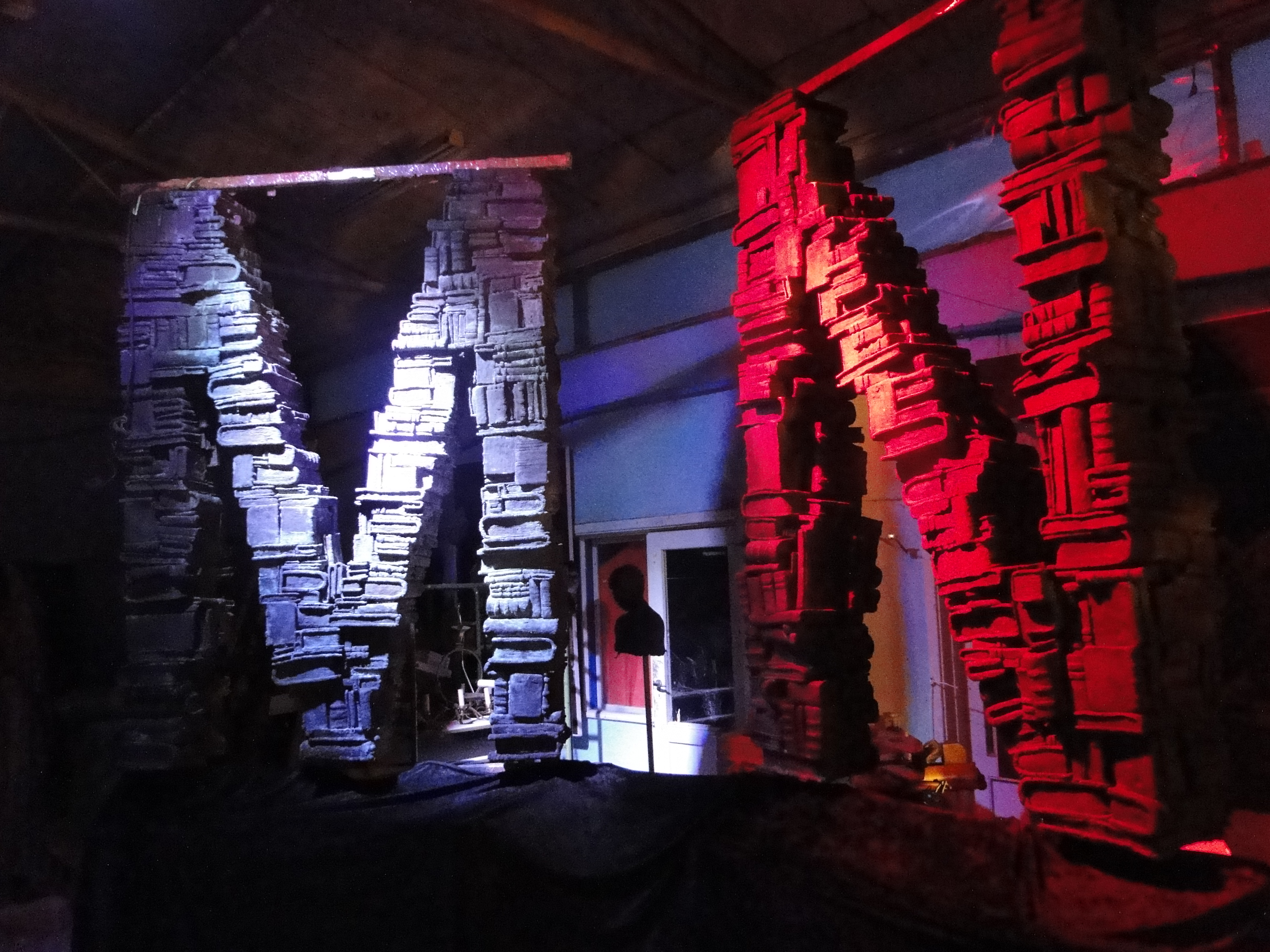
Skulptur von Jens Galschiøt

Abrahams Kinder ist ein Kunst- und Dialogprojekt des Künstlers Jens Galschiøt. Das Projekt fokussiert auf religiösen Fundamentalismus und beabsichtigt den interreligiösen Dialog zwischen den monotheistischen Religionen Judentum, Christentum und Islam stärker zu etablieren und zu fördern.
Die Skulptur, die ein Teil des Dialogprojektes ist, wird zurzeit (4/2015) im Kunstcenter Silkeborg Bad ausgestellt.

## Geschichte
Das Projekt begann als Reaktion des dänischen Künstlers Jens Galschiøt auf die Mohammedkarikaturen. Der Künstler meint, dass die Zeichnungen kein Ausdruck von Meinungsfreiheit seien oder eine Art und Weise, wie man einen Dialog der Religionen zu Wege bringen könne, sondern ein Versuch Muslime zu provozieren und zu mobben. Er meint jedoch auch, dass es gute Gründe für eine Diskussion über die Religionen gäbe und begann darum mit seinem umfassenden Dialogprojekt.

## Beschreibung des Projektes
Galschiøt zufolge ist der zentrale Punkt des Projektes die Zitatsammlung, mit 600 der „hellsten und dunkelsten“ Zitate aus der Thora, der Bibel und dem Koran. Die Zitate werden auf Bildschirmen im Sockel der Skulptur „FUNDAMENTALISM“ gezeigt. Die Skulptur ist aus 8000 Büchern / Rollen aus Kupfer geschaffen. Der Künstler möchte mit seinem Projekt die Übereinstimmungen der monotheistischen Religionen aufweisen und vertritt die Auffassung, dass diese so gleich seien, dass sie schwer voneinander zu unterscheiden seien.
Das Projekt wurde sowohl von dem damaligen Bischof von Fünen Kresten Drejergaard und der zum Islam konvertierten Politikerin Anna Rytter unterstützt, indem sie beide 2011 in einem Dokumentarfilm über das Projekt mitwirkten. 2014 präsentierte Galschiøt sein Projekt vor dem Dänischen Parlament, dem Folketinget.

### Quiz
Das Projekt umfasst auch ein Quiz, in dem geraten werden soll, aus welcher religiösen Schrift (Thora, Bibel oder Koran) das jeweilige einzelne Zitat stammt. Das Quiz soll veranschaulichen, wie schwierig es ist, zwischen den drei Heiligen Schriften der monotheistischen Religionen (Judentum, Christentum und Islam) zu unterscheiden.